# The Emperor's Code
The Emperor's Code (Brasil: O Código do Imperador ) é o oitavo livro da série The 39 clues. Foi escrito por Gordon Korman e publicado nos Estados Unidos pela Scholastic em 2010, e no Brasil pela Editora Ática em 2011. 

## Sinopse
Amy e Dan não tinham dúvida de que formavam o único grupo com boas intenções para as 39 pistas. Mas a descoberta na África mudou tudo o que sabiam sobre seus pais e sobre si mesmos. Incertezas tomam conta dos irmãos e, no centro de Pequim eles acabam se separando. Com Dan perdido no país mais populoso do mundo, Amy terá de decidir se procura a próxima pista ou o irmão. Nos diferentes caminhos que percorrem, eles descobrem dicas deixadas por Pu Yi, o último imperador da China. Mas a viagem pela Ásia vai ainda lhes revelar o significado das 39 pistas. E a importância de que esse segredo não caia em mãos erradas.

## Ligação externa
- Editora Ática